# Andrei Belloli

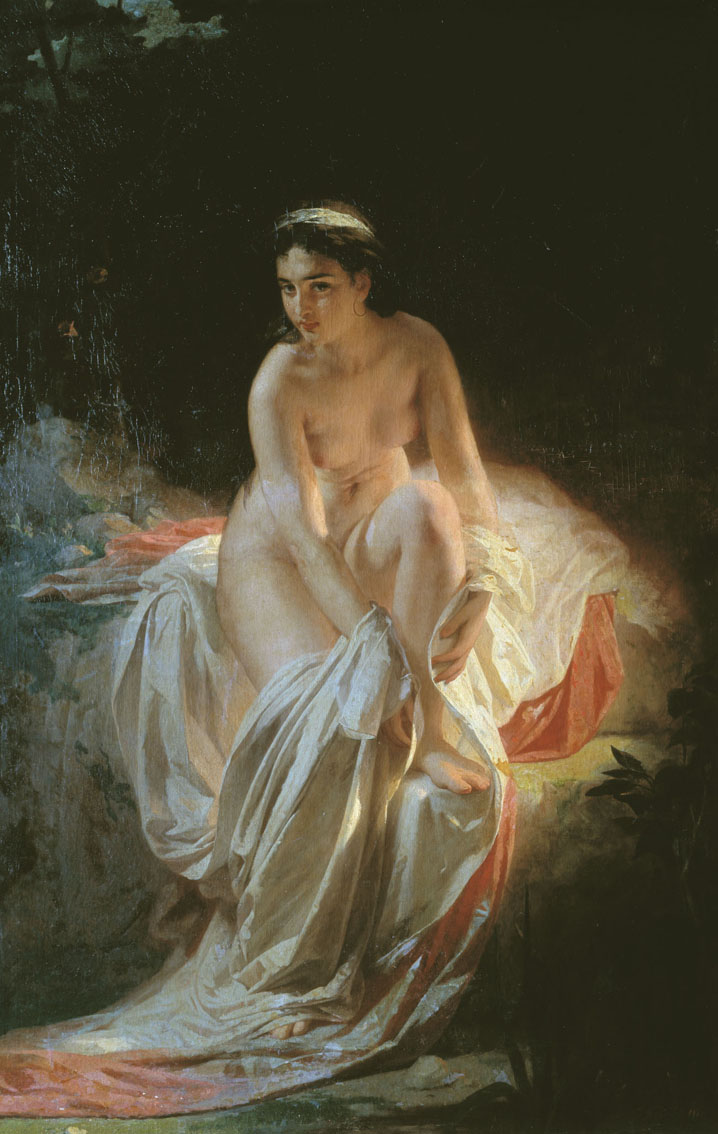
Después del baño, de Belloli.

Andrei Frantsevich Belloli (ruso: Андрей Францевич Беллоли) (1820 - 1881) fue un pintor ruso de origen italiano que se distinguió fundamentalmente por sus desnudos femeninos. Se formó en la Academia de San Lucas, y en 1848, durante las revoluciones liberales que tuvieron lugar en Roma y otros Estados italianos, abandonó el país. Dos años más tarde está establecido en San Petersburgo realizando al principio pinturas ornamentales en iglesias y palacios y otras decoraciones de mobiliario. Luego se caracterizó por su producción de retratos, sobre todo femeninos e infantiles. Participante habitual de exposiciones, fue nombrado académico de la Academia Imperial de las Artes en 1861, primera entre otras condecoraciones y honores que obtendría. Famoso fue su cuadro "Después del baño", que acabaría donado al Museo de la Academia. Fue artista popular, aunque no pocas veces denostado agriamente por la crítica. En 1881, se suicidó.